# イスラ・クリスティナ
イスラ・クリスティナ（スペイン語: Isla Cristina）は、スペイン・アンダルシア州ウエルバ県のムニシピオ（基礎自治体）。「イスラ」とはスペイン語で「島」を意味する。

## 地理

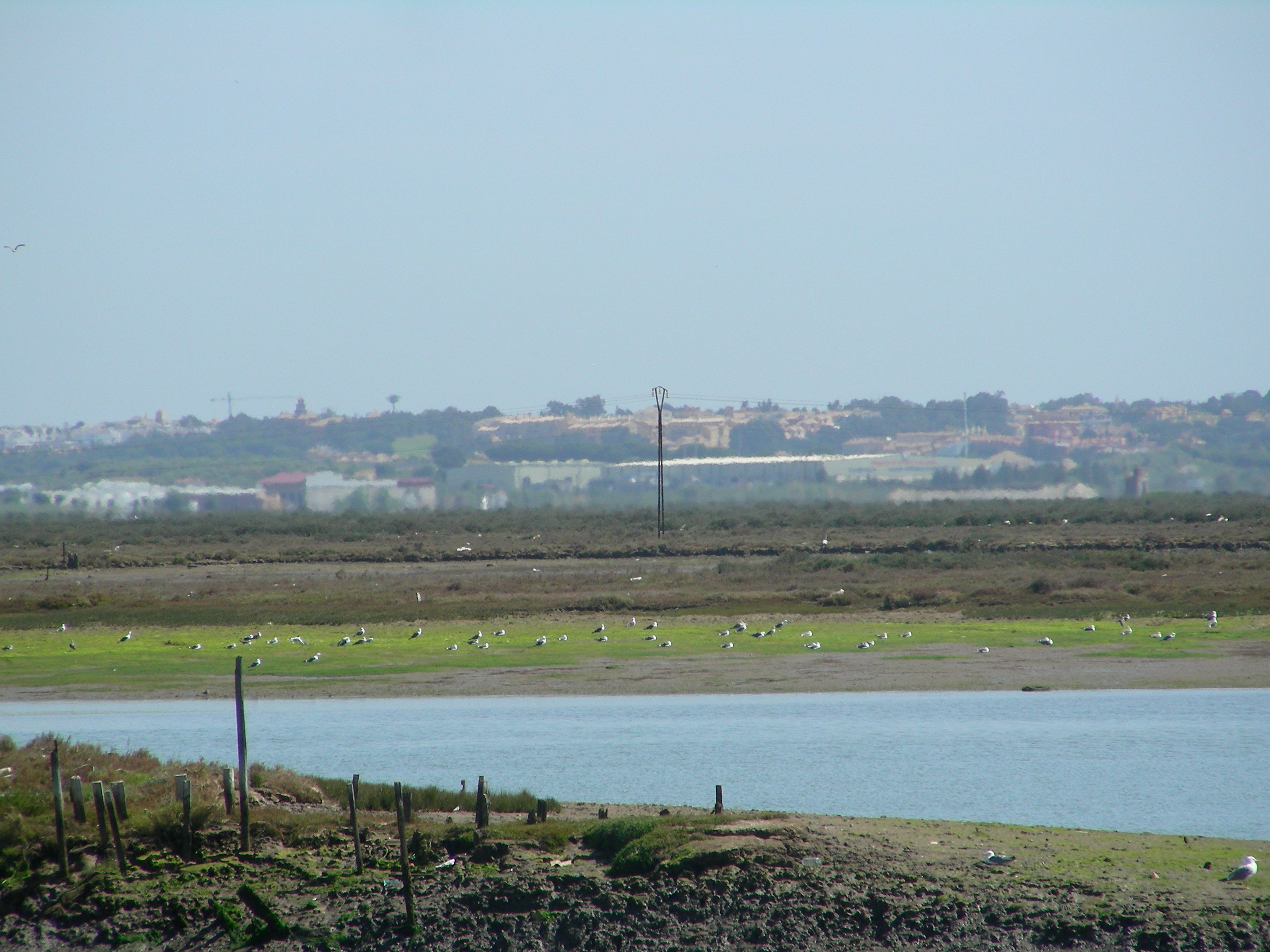
イスラ・クリスティーナ湿地

イスラ・クリスティナは大西洋に面しており、西のアジャモンテまで広がる2,145ヘクタールのイスラ・クリスティナ湿地を含む。この湿地は海抜が低く、満潮になると海水が押し寄せる。マキや茂み、マツ林は野鳥やカメレオンの住処となっている。
海からの影響を受けるため、イスラ・クリスティナは地中海性気候ではあるが気温の上昇幅はそれほどでもない。冬は温暖で、夏はうだるような暑さにはならない。ただし湿度はイスラ・クリスティナを象徴するものとなっており、毎冬の湿度は100％を超える。これは海からの湿気や、湿地に集まった水分が発散され凝縮されたためである。
海に面しているために冬になると最悪の場合に嵐が起き、短時間で水があふれ時には洪水が引き起こされる。吹雪も起こるが、これは年間を通してまれな現象であり、終わるのも早い。

### 人口
2011年1月1日時点の人口は21,903人。
| イスラ・クリスティナの人口推移 1900－2010                |
|                                                          |
| 出典：INE（スペイン国立統計局）1900年 - 1991年、1996年 - |

## 歴史

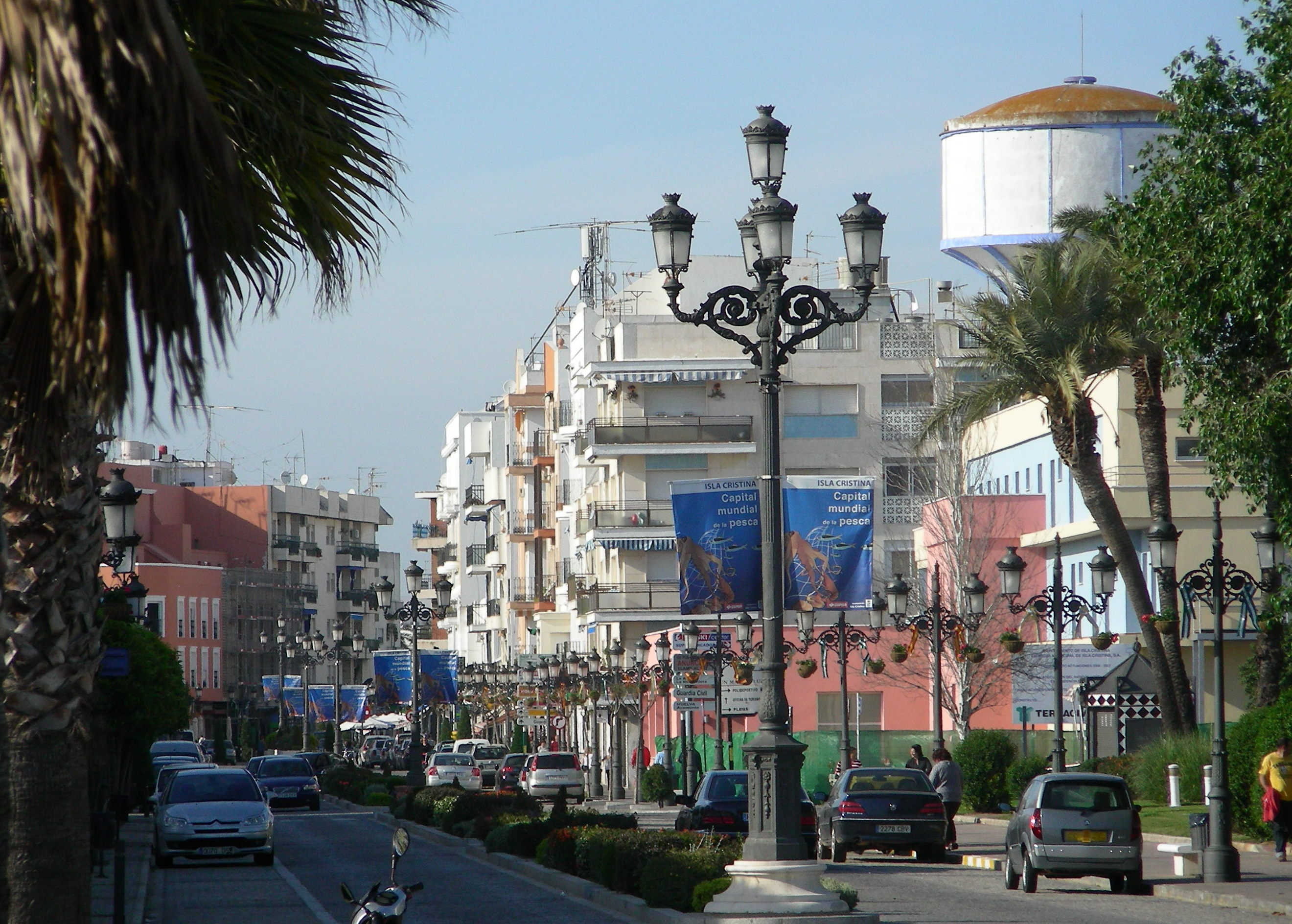
グラン・ビア通り

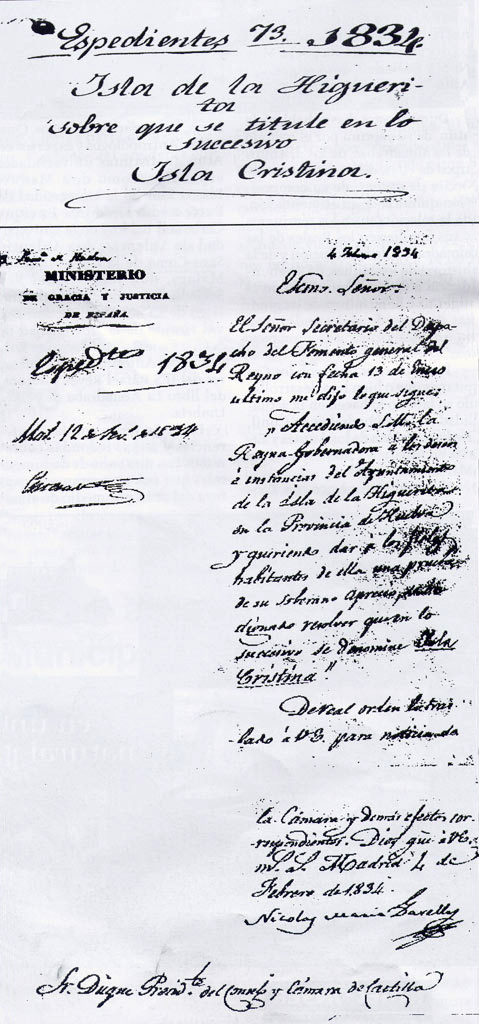
1834年に布告された、イスラ・クリスティーナへの改名を命じる法令

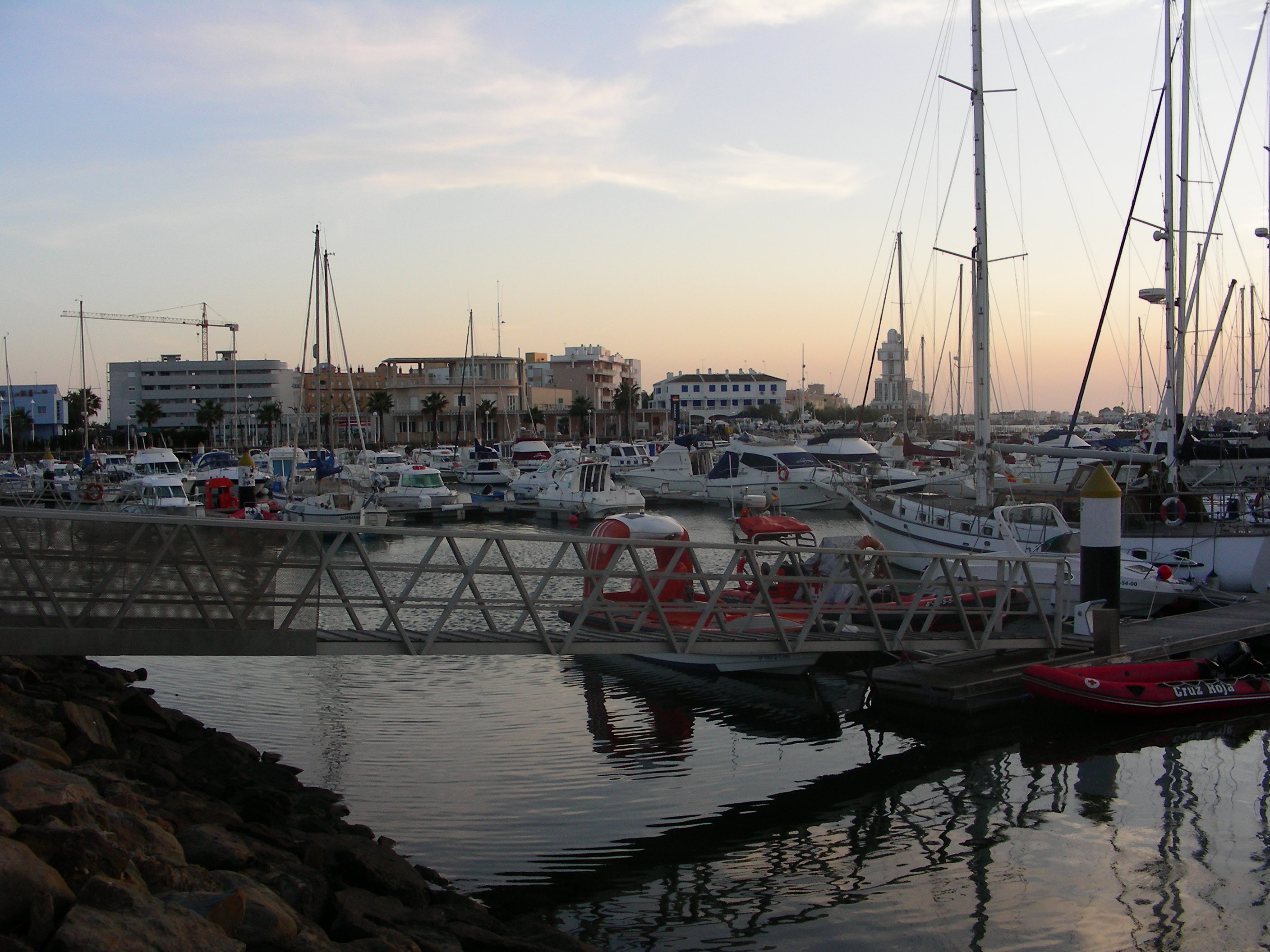
マリーナ

イスラ・クリスティーナの歴史は、1715年頃にさかのぼる。当時、レバンテ（スペイン東部）商人たちがグアディアナ河口付近で作られた塩を売買していた。スペイン継承戦争後の1724年、カタルーニャ商人の最初の船団がウエルバ西岸のイワシやマグロの群れを追っていた。この行動の目的は、小魚の漁の技術を磨くことで沿岸航海技術を習得、魚の塩漬け加工をしそれらを故国へ送ることにあった。彼ら商人たちは毎夏やってきて、ウエルバ沿岸やポルトガル、アンダルシア東部からやってきた漁師たちから魚を買い付けた後、魚を加工していた。漁期の終わりに魚を出荷した後11月に彼らはカタルーニャへ発ち、また漁期になるとやってきてイスラ・クリスティーナ湿地やポルトガルのモンテ・ゴルドなどで暮らしていた。
1755年11月1日の1755年リスボン地震で津波が押し寄せた後、軽量な島の構造が破壊された。このため翌1756年の漁期にカタルーニャ商人は地理的にも政治的にも安全で有利、年間通していられる堅固な場所を考えた。家族を連れてやってきた彼らが島の最初の住民とみなされている。湿地帯に浮かぶ島々での、最初の住民の一人ホセ・ファネカは、イチジクの木で淡水を抽出し貯める方法を編み出した。イチジクが、ラ・フィゲレータ（La Figuereta）またはラ・イゲリータ（La Higuerita）またはラ・フィガリージャ（La Figarilla）と呼ばれた定住地の語源となった。この環境が、季節はずれの強風から船をよく守っていた。海からの恵みのために、比較的早く、カタルーニャ人、バレンシア人、同様にアンダルシア人やポルトガル人が着実に島に入植した。
その間、ポンバル侯爵セバスティアン・デ・カルヴァーリョはポルトガル国内での塩漬け加工産業を一元化するためヴィラ・レアル・デ・サント・アントニオの町をつくるよう命じた。1774年から1776年にかけ、その地に商人やモンテ・ゴルドの漁民が強制的に移住させられ、町が設計された。彼らが移住を拒むと、ポンバル侯は彼らが町から出て行くよう住宅に火をつけた。その行動によって、モンテ・ゴルド住民の非常に多くがラ・イゲリタへ逃げていった。ポンバル候の行動が逆にラ・イゲリータの定住地としての姿を整えることになり、早いうちに教区教会が完成した。19世紀初頭には人口が950人に達していた。
定住地が誕生した頃、アヤモンテ領主とレドンデーラの町がイスラで税金の徴収を行っていた。住民の義務が誰にも干渉されないよう、ラ・イゲリタは政治的な独立を適用することにした。1788年4月、カルロス3世は王令を布告し、ラ・イゲリータがスペイン海軍に属すると表明した。
しかしアヤモンテもレドンデーラも、教会当局のように偏って自らの法を施行し続けた。最終的な政治的自立は1802年、レアル・イスラ・デ・ラ・イゲリータ（Real Isla de la Higuerita、王家の島イゲリータ）の名を授かってからだった。
1834年、グアディアナ河口付近からコレラの大流行が始まり、瞬く間にアンダルシアから遠く離れたエストレマドゥーラ、グラナダにまで広がった。同年4月12日、摂政マリア・クリスティーナは、住民の請願を受けて、レアル・イスラ・デ・ラ・イゲリータに自らの名を与えイスラ・クリスティナと改名させた。イワシ漁業は繁栄し、以後15年あまりで人口は2倍に増えた。19世紀後半にはマグロの囲い込み漁が導入され、漁船同士で650m四方の網を二重にして漁をするタラファ（es）も始まり、漁業技術が進化した。
イスラ・クリスティーナと対照的に、19世紀以降負債を重ね、人口減少が止まらなかったレドンデーラは、1887年にイスラ・クリスティーナに併合された。
20世紀に入っても漁業は好調で、イスラ・クリスティーナで製造された魚の缶詰は主としてイタリア、またノルウェー、スウェーデン、フランスへも輸出されていた。1924年に人口は10,000人を超え、アルフォンソ13世は都市の地位を与えた。
スペイン内戦後、イスラ・クリスティーナの人口は減少に転じた。魚の輸出が低調となり、職を失った人々が転出して行ったためである。また漁獲高の減少も停滞の一因であった。イスラ・クリスティーナの漁民は魚を求めてアフリカへ向かうようになった。1990年代以降、養殖業へわずかに転換したことで再び活性化された。イチゴやオレンジの栽培など、新たな就農者による人口増加も見られた。この過程で、ポーランド人とモロッコ人のコミュニティーがイスラ・クリスティーナにできた。ポーランド人コミュニティーは多くが農場で働く女性で占められている。

## 交通
- 空港 - 最寄はおよそ85km離れたポルトガルのファロにあるファロ空港。セビーリャ空港は約135km離れている。
- 道路 - A-49（セビーリャ＝ポルトガル国境までの区間）。N-431、N-445、N446
- バス - 長距離バスは、マドリード、バルセロナ、セビーリャ、ウエルバ、アヤモンテからの直行路線がある。市内のバス路線は2路線である。
- 鉄道 - 1987年にヒブラレオン－アジャモンテ間の路線が廃止されたため、市内に鉄道はない。最寄はウエルバ駅か、ヴィラ・レアル・デ・サント・アントーニオにあるポルトガル鉄道の駅となる。

## 姉妹都市
- バルバーテ、スペイン
- カネート・ダ・マール、スペイン
- ラ・ロマーナ、ドミニカ共和国